# Paullinia anodonta
Paullinia anodonta är en kinesträdsväxtart som beskrevs av Ludwig Radlkofer. Paullinia anodonta ingår i släktet Paullinia och familjen kinesträdsväxter. Inga underarter finns listade i Catalogue of Life.